# تاماهاوک

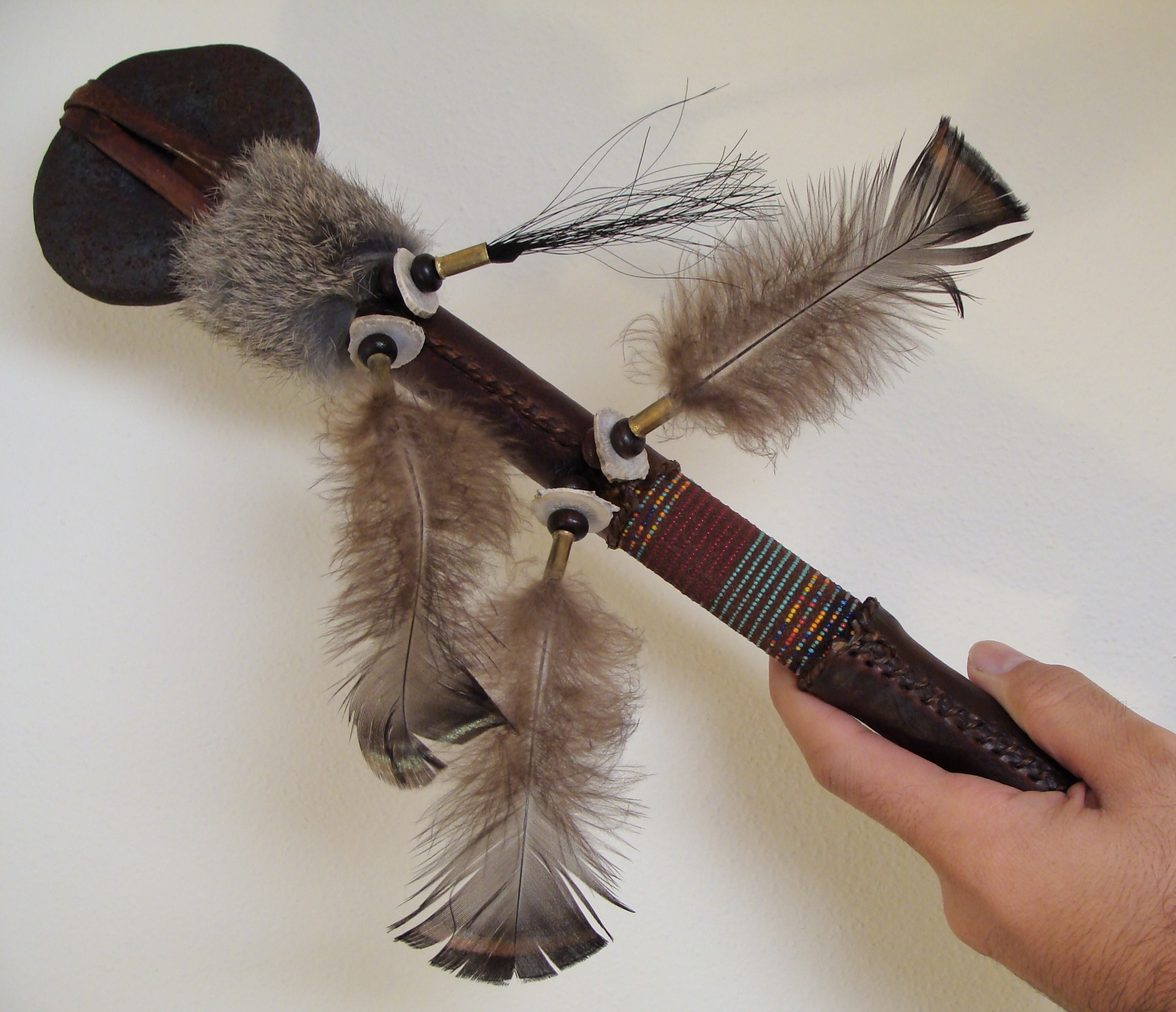
یک تاماهاوک سنتی ساخت سرخ‌پوستان آریزونا

تاماهاوک (به انگلیسی: Tomahawk) نام یک ابزار سنتی شکار سرخ‌پوستان آمریکا است.
تاماهاوک (همچنین به عنوان یک شاهین می‌گویند) یک نوع تبر بومی آمریکای شمالی است. این نام را در زبان انگلیسی در قرن ۱۷ به عنوان پوهاتان می‌شناختند.
تاماهاوک ابزار همه منظوره استفاده می‌شود بومیان آمریکا و مستعمره نشینان اروپایی به طور یکسان بودند، و اغلب به عنوان دست به دست یا سلاح پرتاب شده، بسیار شبیه به آفریقایی nzappa ZAP به کار گرفته شده است. سرهای فلزی تاماهاوک در اصل استوار بود بر روی نیروی دریایی سلطنتی تبر شبانه‌روزی و به عنوان یک آیتم تجارت با آمریکایی بومی برای مواد غذایی و سایر مقررات مورد استفاده قرار می‌گیرد.